# محوطه قرجه قالبان
محوطه قرجه قالبان مربوط به دوران پیش از تاریخ ایران باستان - است و در شهرستان گنبد کاووس، روستای ملک علی تپه واقع شده و این اثر در تاریخ ۲۵ اسفند ۱۳۷۹ با شمارهٔ ثبت ۳۶۴۵ به‌عنوان یکی از آثار ملی ایران به ثبت رسیده است.